# Rusko Selo
Rusko Selo (izvirno srbsko Руско Село; madžarsko Torontáloroszi) je naselje v Srbiji, ki upravno spada pod Občino Kikinda; slednja pa je del Severnobanatskega upravnega okraja.

## Demografija
V naselju živi 2662 polnoletnih prebivalcev, pri čemer je njihova povprečna starost 40,8 let (39,5 pri moških in 42,0 pri ženskah). Naselje ima 1160 gospodinjstev, pri čemer je povprečno število članov na gospodinjstvo 2,87.
Prebivalstvo je večinoma nehomogeno, a v času zadnjih treh popisov je opazno zmanjšanje števila prebivalcev.
|  |

| Demografija | Demografija     | Demografija     |
| Leto        | Št. prebivalcev | Št. prebivalcev |
| ----------- | --------------- | --------------- |
|             |                 |                 |
|             |                 |                 |
|             |                 |                 |
|             |                 |                 |
| 1948        | 4294            |                 |
| 1953        | 4341            |                 |
| 1961        | 4143            |                 |
| 1971        | 3830            |                 |
| 1981        | 3657            |                 |
| 1991        | 3510            | 3457            |
| 2002        | 3400            | 3328            |
|             |                 |                 |

| Etnična sestava po popisu iz leta 2002 | Etnična sestava po popisu iz leta 2002 | Etnična sestava po popisu iz leta 2002 | Etnična sestava po popisu iz leta 2002 | Etnična sestava po popisu iz leta 2002 |
| -------------------------------------- | -------------------------------------- | -------------------------------------- | -------------------------------------- | -------------------------------------- |
| Srbi                                   | Srbi                                   |                                        | 1.880                                  | 56,49%                                 |
| Madžari                                | Madžari                                |                                        | 1.181                                  | 35,48%                                 |
| Jugoslovani                            | Jugoslovani                            |                                        | 55                                     | 1,65%                                  |
| Romi                                   | Romi                                   |                                        | 48                                     | 1,44%                                  |
| Črnogorci                              | Črnogorci                              |                                        | 43                                     | 1,29%                                  |
| Hrvati                                 | Hrvati                                 |                                        | 18                                     | 0,54%                                  |
| Ukrajinci                              | Ukrajinci                              |                                        | 12                                     | 0,36%                                  |
| Romuni                                 | Romuni                                 |                                        | 8                                      | 0,24%                                  |
| Makedonci                              | Makedonci                              |                                        | 3                                      | 0,09%                                  |
| Slovaki                                | Slovaki                                |                                        | 2                                      | 0,06%                                  |
| Neznano                                | Neznano                                |                                        | 25                                     | 0,75%                                  |